# Sefyu
Sefyu, pseudonimo di Youssef Soukouna (Parigi, 20 aprile 1981), è un rapper francese, di origine senegalese.
Ha vinto nel 2009 il premio "Rivelazione dell'anno" nell'ambito dei Victoires de la musique.

## Discografia

### Album
- 2006 - Qui suis-je?
- 2008 - Suis-je le gardien de mon frère?
- 2011 - Oui je le suis
- 2019 - Yusef